# Balada spaniolă

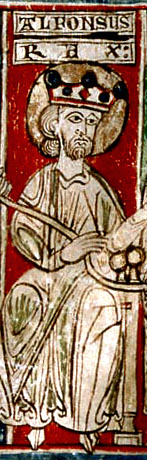
Alfonso al VIII-lea al Castiliei

Balada spaniolă (în germană Die Jüdin von Toledo) este un roman istoric din 1955 de către scriitorul germano-evreu Lion Feuchtwanger. Povestea se concentrează asupra "Epocii de Aur" de învățătură din Spania medievală. Romanul descrie, de asemenea, legătura regelui Alfonso al VIII-lea cu Rahel la Fermosa (o evreică din Toledo). În prologul romanului, Lion Feuchtwanger menționează că balada a fost scrisă inițial de Alfonso al X-lea al Castiliei, în memoria străbunicului său (Alfonso al VIII-lea).

## Traduceri în limba română
- 1973: Balada spaniolă, Editura Univers, colecția Romanului istoric, traducere de Emeric Deutsch; I Cassian-Mătăsaru
- 1992: Balada spaniolă, Editura Vivaldi, traducere de Emeric Deutsch; I Cassian-Mătăsaru

## Vezi și
- Evreica din Toledo